# Van-Gelder-Fledermaus
Die Van-Gelder-Fledermaus (Bauerus dubiaquercus) ist eine Fledermaus in der Familie der Glattnasen (Vespertilionidae), die in Mittelamerika vorkommt. Die Art wurde zeitweilig mit der Wüstenfledermaus (Antrozous pallidus) in der Gattung Antrozous gelistet. Neuere taxonomische Werke führen sie in der monotypischen Gattung Bauerus.
Der Gattungsname Bauerus ehrt Harry J. Bauer, der die Expedition finanzierte, auf der die Art entdeckt wurde. Der Artname dubiaquercus ist zusammengesetzt aus den lateinischen Worten dubia (zweifelhaft) und quercus (Eiche, englisch oak) um die Expeditionsteilnehmer Richard G. Zweifel und Oakes A. Plimpton zu ehren.

## Merkmale
Mit einer Kopf-Rumpf-Länge von 57 bis 75 mm und einer Schwanzlänge von 46 bis 57 mm hat die Art etwa die gleiche Größe wie die Wüstenfledermaus, sie ist jedoch mit 13 bis 20 g etwas leichter. Die Unterarmlänge reicht von 48 bis 57 mm. Auch in weiteren Körpermerkmalen gleicht Bauerus dubiaquercus der Wüstenfledermaus. Die Art besitzt abweichend ein dunkler braun gefärbtes Fell und größere Ohren. Bei einigen Individuen gibt es zusätzliche nadelförmige dritte Schneidezähne in jeder Hälfte des Unterkiefers. Der Schwanz ist vollständig von der Schwanzflughaut umschlossen. Am gut entwickelten Sporn der Hinterbeine (Calcar) kommt ein langgezogener Höcker vor.

## Verbreitung und Lebensraum

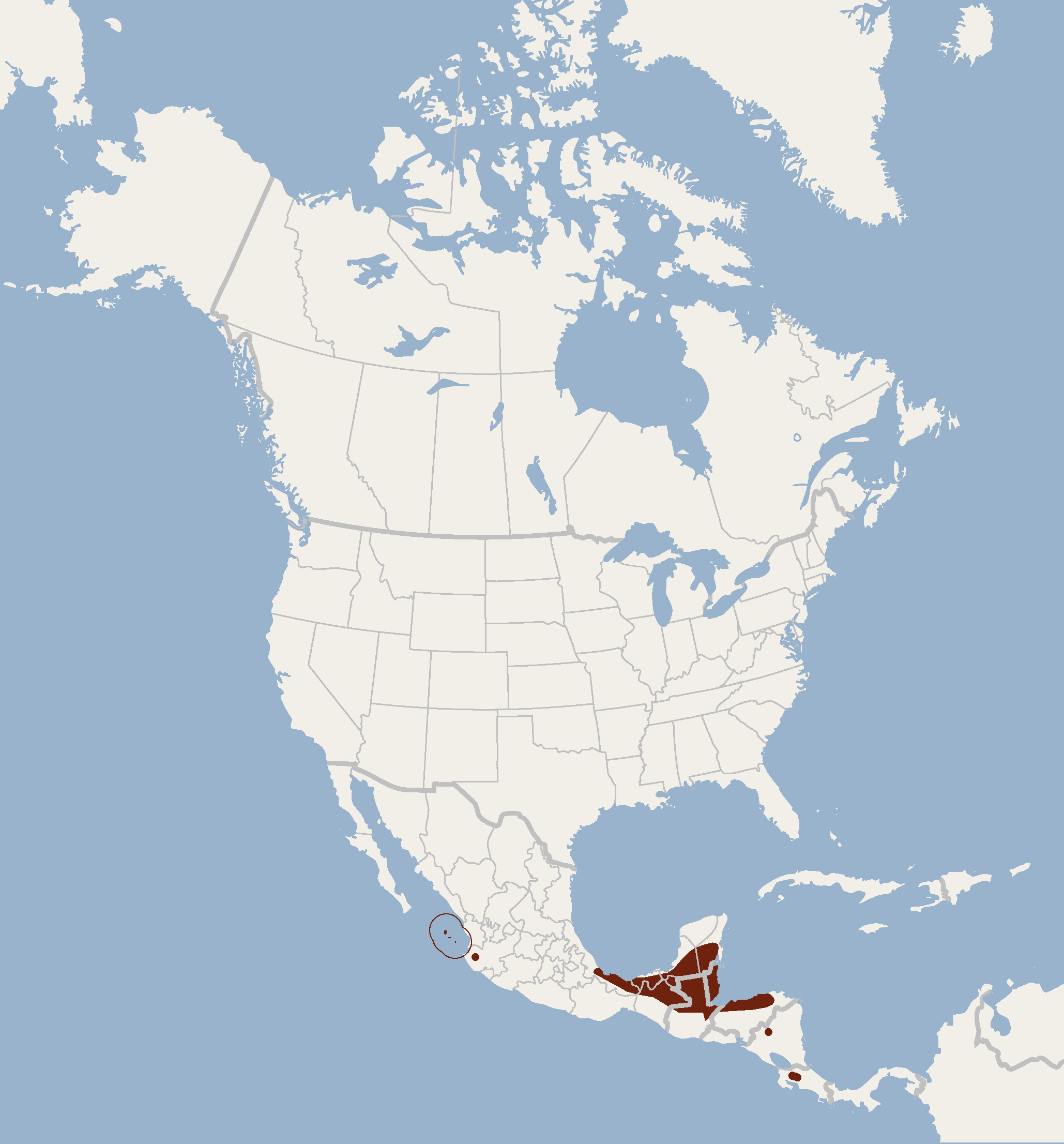
Verbreitungsgebiet (rot)

Das Verbreitungsgebiet reicht vom Süden Mexikos bis Costa Rica. Bauerus dubiaquercus hat in dieser Region mehrere voneinander getrennte Populationen, die Art kommt auch auf den mexikanischen Marias-Inseln vor. In Gebirgen erreicht sie 2300 Meter Meereshöhe. Als Habitat dienen verschiedenartige Wälder.

## Lebensweise
Die Lebensweise dieser Fledermaus ist weitgehend unerforscht. Sie frisst vermutlich fliegende Insekten, die möglicherweise mit Pflanzenteilen komplettiert werden. Pro Wurf wird ein Junges geboren. Die Art fliegt in geringer Höhe über dem Grund von Waldschneisen oder Lichtungen. Gefangene Exemplare konnten erfolgreich mit Kakerlaken und Laubheuschrecken gefüttert werden.

## Status
Umweltverschmutzung und Waldrodungen bedrohen den Bestand der Art. Sie wird von der Weltnaturschutzunion (IUCN) in der Vorwarnliste (Near Threatened) geführt.